# Thạch Chủy Sơn
Thạch Chủy Sơn (tiếng Trung: 石嘴山市, Hán Việt: Thạch Chủy Sơn thị) là một địa cấp thị của khu tự trị Ninh Hạ, Cộng hòa Nhân dân Trung Hoa. Thạch Chủy Sơn nằm ở bờ tây Hoàng Hà, có dân số là 320.000 người.

## Các đơn vị hành chính
Địa cấp thị Thạch Chủy Sơn được chia ra làm 3 đơn vị hành chính cấp huyện, bao gồm 2 quận và 1 huyện. 
- Quận: Đại Vũ Khẩu (大武口区), Huệ Nông (惠农区)
- Huyện: Bình La (平罗县)